# Bob Crosby

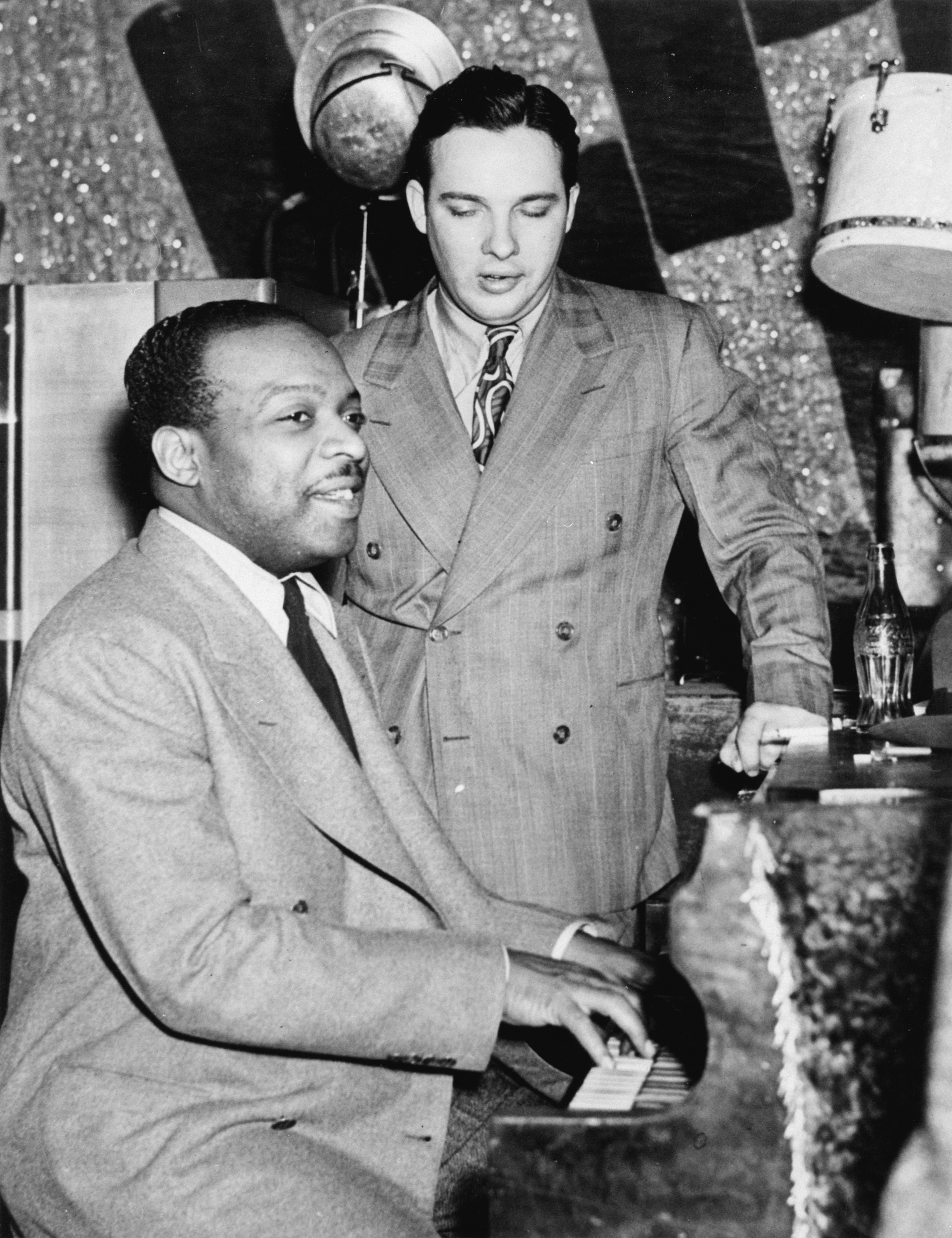
Count Basie und Bob Crosby, etwa 1941.
Fotografie von William P. Gottlieb.

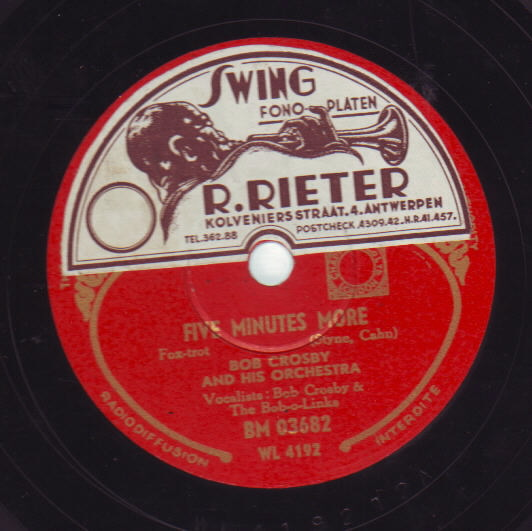
78er von Bob Crosby & His Orchestra: „Five Minutes More“

George Robert „Bob“ Crosby (* 23. August 1913 in Spokane, Washington/USA; † 9. März 1993 in La Jolla, Kalifornien) war ein US-amerikanischer Sänger, Schauspieler und Bandleader im Bereich des Dixieland Jazz und der Populären Musik. Er war der jüngere Bruder von Bing Crosby.

## Leben und Wirken
Bob Crosby verließ vorzeitig das College, um – dem Beispiel seines Bruders folgend – eine Karriere als Sänger einzuschlagen. Ab 1932 sang Bob im Orchester von Anson Weeks; dann 1934 im Orchester der Dorsey Brothers, als er von dem Saxophonisten Gil Rodin eingeladen wurde, dem von diesem 1934 gegründeten Orchester (aus abgesprungenen Mitgliedern des Orchesters von Ben Pollack) seinen Namen zu geben: das Bob Crosby Orchestra, mit seiner Combo, den BobCats, war eine der besten Dixieland-Jazzbands ihrer Zeit. Geführt wurde sie faktisch von Gil Rodin. Crosby selbst war der front man und Sänger, der den Kontakt zum Publikum hielt. Bekannte Solisten der Band waren der Trompeter Yank Lawson, Klarinettist Matty Matlock (dem später Irving Fazola folgte) und Saxophonist Eddie Miller. Als einer der wichtigen Musiker des Ensembles galt Schlagzeuger Ray Bauduc; als Arrangeur und Komponist fungierte ihr Bassist Bob Haggart, beide waren auch für den größten Hit des Orchesters verantwortlich, „Big Noise from Winnetka“. Neben Crosby hatte das Orchester immer auch weibliche Bandsänger, so Kay Weber, Doris Day, Kay Starr und Anita O’Day.
Zu ihrem großen Erfolg trugen auch einige Filmauftritte bei; sie wirkten in der Columbia-Produktion Reveille with Beverly und Holiday Inn der Paramount Pictures mit. Ihre Schallplattenaufnahmen erfolgten 1935 bis 1942 für Decca Records. Weitere Musiker, die in dieser Phase mit dem Orchester spielten, waren Billy Butterfield, Hank D’Amico, Nappy Lamare, Joe Sullivan, Bob Zurke, Jess Stacy und Muggsy Spanier. Mit Nummern wie „South Rampart Street Parade“ und „What’s New?“, die beide von Haggart stammten, trugen sie zum damaligen Revival des New Orleans Jazz bei.
Mit der Einberufung mehrerer Mitglieder zum Wehrdienst im Zweiten Weltkrieg (auch Crosbys und Rodins) löste sich das Orchester im September 1942 auf. Crosby war während des Krieges Lieutenant in der Special Services Division und wirkte an der Unterhaltung der im pazifischen Raum stationierten Truppen mit. Nach seiner Entlassung Ende 1945 organisierte Eddie Miller eine neue Band; Anfang 1946 hatten sie dann ein erfolgreiches Engagement im Hollywood Palladium.
Danach rief Crosby die BobCats bis in die 1980er Jahre mehrfach zu Touren zusammen und nahm eine Reihe von Schallplatten für die Label Capitol, Coral und Dot Records auf. Crosby reduzierte dann seine Aktivitäten als Bandleader und konzentrierte sich vorwiegend auf Auftritte in Radio- und Fernsehsendungen; von 1946 bis 1952 hatte er seine eigene Radioshow (Club 15) und von 1953 bis 1957 eine halbstündige Fernsehsendung (The Bob Crosby Show), die zunächst bei CBS, ab 1958 bei NBC lief.
Anfang der 1970er Jahre war er am Dixieland Revival mit jährlichen Gastspielen im Disneyland beteiligt, an dem seine alten Bandmitglieder der 30er und 40er Jahre mitwirkten. Mitte der 1970er Jahre genoss er große Popularität im Mittleren Westen und kam häufig zu Tourneen. Bob Crosby lebte zuletzt in La Jolla bei San Diego und starb 1993 an Krebs.

## Diskographische Hinweise
- Bob Crosby's Bob Cats (Decca, 1954)
- The Bob Cats Ball (Coral, 1955)
- Bob Crosby's Bob Cats in Hifi (Coral, 1957)

## Filmografie (Auswahl)
- 1934: Rhythm on the Roof
- 1936: Collegiate
- 1941: Let's Make Music
- 1941: Rookies On Parade
- 1941: Sis Hopkins
- 1943: Bühne frei für Lily Mars (Presenting Lily Mars)
- 1943: Reveille with Beverly
- 1943: Thousands Cheer
- 1944: See Here, Private Hargrove
- 1944: Pardon My Rhythm
- 1944: Kansas City Kitty
- 1944: The Singing Sheriff
- 1944: My Gal Loves Music
- 1944: Meet Miss Bobby Socks
- 1950: When You're Smiling
- 1950: Hollywood Goes to Bat (Kurzfilm)
- 1951: Drei Frauen erobern New York (Two Tickets to Broadway)
- 1952: Der Weg nach Bali (Road to Bali)
- 1959: Fünf Pennies (The Five Pennies)